# ウルトライェクトゥム (小惑星)
ウルトライェクトゥム (2471 Ultrajectum) は小惑星帯にある小惑星。パロマー天文台のトム・ゲーレルスとライデン天文台のファン・ハウテン夫妻が発見した。
オランダの都市ユトレヒトのラテン語名に因んで名付けられた。